# 歐陽歙
歐陽歙（前1世纪—39年），字正思，乐安郡千乘县（县治在今山东省高青县境）人。西汉、东汉官员。出身士族，世代传授《伏生尚书》，先祖歐陽和伯至歐陽歙連續八代都是博士，史称“欧阳八博士”，又稱“歐陽尚書學派”。
王莽时期，欧阳歙任長社縣（在今许昌市境）县宰。
汉朝复辟，欧阳歙被更始帝任命为原武县令。
刘秀平定河北时，在原武县见到欧阳歙，任命为河南都尉，后行太守事。刘秀登基，建立东汉后，欧阳歙任河南尹，封被阳侯。建武五年（29年），坐事免官。
建武六年（30年），任命欧阳歙为扬州牧。任内李宪余党淳于临等聚众数千人，驻扎灊山，杀死安凤令，欧阳歙无法消灭，光武帝准备派李通前去讨伐。欧阳歙害怕平叛失败获罪，扬州从事陈众自告奋勇，成功说服李宪余党投降。
后迁汝南郡太守。歐陽歙以太守身份親自教授數百人。建武九年（33年），更封夜侯。
建武十五年（39年）正月，接任大司徒。欧阳歙不自爱，贪得无厌，结果查出欧阳歙在汝南太守任內，貪污千餘萬錢，被捕下獄。其門徒一千餘人集結在皇宮門外，請求皇帝饒恕，甚至有人自處髡刑和剃刑。又有平原郡（山東省平原縣）人禮震，年僅十七歲，赶赴京城，請求代替歐陽歙一死。劉秀不准，歐陽歙遂于冬十一月甲戌死在獄中。《资治通鉴》稱歐陽歙是因“度田”事而下獄死，此說不確，建武十五年正月，歐陽歙已經是大司徒，是年六月開始度田，歙本人未及參與，其下獄罪名是汝南赃罪，亦非度田之事。

## 延伸阅读
[在维基数据编辑]
 《後漢書/卷79上》，出自范晔《後漢書》
 《東觀漢記》